# Ban-de-Sapt
Ban-de-Sapt – miejscowość i gmina we Francji, w regionie Grand Est, w departamencie Wogezy.
Według danych na rok 1990 gminę zamieszkiwało 319 osób, a gęstość zaludnienia wynosiła 14 osób/km² (wśród 2335 gmin Lotaryngii Ban-de-Sapt plasuje się na 731. miejscu pod względem liczby ludności, natomiast pod względem powierzchni na miejscu 131.).